# Campeonato Sul-Americano de Atletismo de 1931
O Campeonato Sul-Americano de Atletismo de 1931 foi organizado pela CONSUDATLE na cidade de Buenos Aires, na Argentina. Foram disputadas 23 provas com a presença de cinco nacionalidades.

## Medalhistas

### Masculino
| Evento                  | Ouro                               | Ouro       | Prata                              | Prata   | Bronze                         | Bronze  |
| ----------------------- | ---------------------------------- | ---------- | ---------------------------------- | ------- | ------------------------------ | ------- |
| 100 metros              | Carlos Bianchi Lutti · Argentina   | 10.9       | José de Almeida · Brasil           | 11.0    | Juan Piña · Argentina          |         |
| 200 metros              | Carlos Bianchi Lutti · Argentina   | 21.9 =     | Juan Piña · Argentina              | 22.2    | José Vicente Salinas · Chile   |         |
| 400 metros              | José Vicente Salinas · Chile       | 49.6       | Héctor Domínguez · Uruguai         | 49.8    | Ernesto Riveros · Chile        |         |
| 800 metros              | Hermenegildo Del Rosso · Argentina | 1:58.6     | Leopoldo Ledesma · Argentina       | 1:59.6  | Alfredo Narváez · Peru         |         |
| 1 500 metros            | Leopoldo Ledesma · Argentina       | 4:05.8     | Hermenegildo Del Rosso · Argentina | 4:07.0  | Ernesto Medel · Chile          | 4:09.6  |
| 3 000 metros            | Luis Oliva · Argentina             | 8:46.8     | Belisario Alarcón · Chile          | 8:47.0  | Juan Carlos Zabala · Argentina | 8:48.2  |
| 3 000 metros por equipe | Argentina                          |            | Chile                              |         | Brasil                         |         |
| 5 000 metros            | José Ribas · Argentina             | 15:04.8 CR | Juan Carlos Zabala · Argentina     | 15:11.6 | Belisario Alarcón · Chile      | 15:16.6 |
| 10 000 metros           | Juan Carlos Zabala · Argentina     | 31:19.0    | José Ribas · Argentina             | 31:26.8 | Belisario Alarcón · Chile      | 32:19.6 |
| 110 metros barreiras    | Miguel Aldatz · Argentina          | 15.6       | Armando Sorucco · Chile            | 15.6    | Valerio Vallanía · Argentina   |         |
| 400 metros barreiras    | Sylvio Padilha · Brasil            | 54.8       | Carlos dos Reis · Brasil           | 55.6    | Carlos Müller · Chile          | 56.0    |
| 4×100 metros estafetas  | Argentina                          | 43.0       | Brasil                             | 43.6    | Uruguai                        |         |
| 4×400 metros estafetas  | Chile                              | 3:25.2     | Argentina                          | 3:25.8  | Brasil                         | 3:28.2  |
| Salto em altura         | Valerio Vallanía · Argentina       | 1.85       | Alfonso Burgos · Chile             | 1.85    | Alberto Estrada · Chile        | 1.80    |
| Salto à vara            | Diego Pajmaevich · Argentina       | 3.70       | Adolfo Schlegel · Chile            | 3.70    | Carlos Joel Nelli · Brasil     | 3.70    |
| Salto em comprimento    | Héctor Berra · Argentina           | 6.97       | Ciro Falcão · Brasil               | 6.91    | Juan Moura · Chile             | 6.69    |
| Salto triplo            | Luis Brunetto · Argentina          | 14.23      | Pedro Aizcorbe · Argentina         | 13.64   | Ricardo Mendiburo · Chile      | 13.63   |
| Arremesso de peso       | Héctor Benapres · Chile            | 13.39      | Juan Conrads · Chile               | 13.38   | Rodolfo Butori · Argentina     | 13.36   |
| Lançamento de disco     | Héctor Benapres · Chile            | 44.30      | Armando Peloursson · Argentina     | 41.39   | Bento Barros · Brasil          | 40.59   |
| Lançamento do martelo   | Pedro Goic · Chile                 | 46.50      | Federico Kleger · Argentina        | 45.57   | Alfredo Wismer · Argentina     | 45.44   |
| Lançamento do dardo     | Joaquim da Silva · Brasil          | 55.74      | Efraín Santibáñez · Chile          | 55.58   | José Pergañeda · Argentina     | 54.96   |
| Decatlo                 | Héctor Berra · Argentina           | 7065.62    | Armando Sorucco · Chile            | 6962.9  | Carlos Woebcken · Brasil       | 6591.19 |
| Corta-Mato              | Fernando Cicarelli · Argentina     | 45:51.0    | Humberto Delgado · Argentina       | 45:52.2 | Jorge Donoso · Chile           | 46:13.0 |

## Quadro de medalhas
| Ordem | País      | Medalha de ouro | Medalha de prata | Medalha de bronze | Total |
| ----- | --------- | --------------- | ---------------- | ----------------- | ----- |
| 1     | Argentina | 16              | 10               | 6                 | 32    |
| 2     | Chile     | 5               | 8                | 10                | 23    |
| 3     | Brasil    | 2               | 4                | 5                 | 11    |
| 4     | Uruguai   | 0               | 1                | 1                 | 2     |
| 5     | Peru      | 0               | 0                | 1                 | 1     |

Legenda
| Recorde mundial       | Recorde mundial (World record)               |                       | Recorde africano                      | Recorde africano (African) |                                           | Q | Classificado por posição (Qualified) |
| Recorde do campeonato | Recorde do campeonato (Championship record)  | Recorde da América    | Recorde da América (Americas)         | q                          | Classificado por melhor tempo (Qualified) |   |                                      |
| Melhor marca do ano   | Melhor marca do ano (World leading)          | Recorde asiático      | Recorde asiático (Asian)              | DNS                        | Não largou (Did not start)                |   |                                      |
| Recorde nacional      | Recorde nacional (National record)           | Recorde europeu       | Recorde europeu (European)            | DNF                        | Não terminou (Did not finish)             |   |                                      |
| Recorde pessoal       | Recorde pessoal do atleta (Personal best)    | Recorde da Oceania    | Recorde da Oceania (Oceania)          | DSQ / DQ                   | Desclassificado (Disqualified)            |   |                                      |
| Recorde da temporada  | Recorde da temporada do atleta (Season best) | Recorde sul-americano | Recorde sul-americano (South America) | NM                         | Sem marca (No mark)                       |   |                                      |